# 靜電敏感設備
静电敏感设备（英語：Electrostatic-sensitive device，通常缩写为ESD）是可能由人员、工具和其他非导体或半导体上形成的常见静电损坏的任何组件（主要是电气）。
随着计算机中央处理器（CPU）等电子部件越来越密集地包装着晶体管，晶体管逐渐缩小，变得越来越容易受到ESD的影响。
常见的静电敏感装置包括：
- MOSFET晶体管，用于制造集成电路（IC）
- CMOS IC（芯片），用MOSFET构建的集成电路。例如電腦的CPU、GPU。
- TTL芯片
- 激光二极管
- 蓝色发光二极管（LED）
- 高精度电阻

ESD保护设备符号的概念是为了回应计算机系统制造商Sperry Univac对静电敏感组件的使用和故障的增加。现场维修和处理ESD印刷电路板（PCB）导致极高的故障率。对PCB故障的研究表明，芯片和PCB的静态损坏是由现场服务工程师引起的，他们常常不知道在处理ESD敏感部件时需要采取预防措施。针对这个问题，Sperry Univac的系统工程师Robert F. Gabriel设计了大量可能贴在零件，封装和印刷电路板上的符号，以提醒用户该零件对ESD敏感。加布里埃尔提出了ESD警告标志的提案，并将其分发给众多电子标准组织。 C. EIA（电子行业协会）的Everett Coon热情地回应了这一概念，并协调了各个标准组织和利益集团在全球范围内的努力，设计出一个适当的符号，该符号将不含任何措词，并能够迅速识别处理注意事项对于ESD项目是必要的。在经历了三年的关于图形和将使用的颜色方案的全球辩论之后，该页面右上角的符号在20世纪70年代末被采用。有些设计的变化后来被一些人采用，但最通常的标志仍然是采用的。

## 防静电工作
运输此类组件需要一个ESD安全泡沫或ESD安全袋。与他们一起工作时，技术人员通常会使用接地垫或其他接地工具来防止损坏设备。技术人员也可以佩戴防静电服或防静电腕带
有几种ESD保护材料：
- 导电性：电阻介于1kΩ和1MΩ之间的材料
- 耗散：电阻介于1MΩ和1TΩ之间的材料
- 屏蔽：减弱电流和电场的材料
- 低电荷或防静电：通过物理分离或通过选择不容易积聚电荷的材料，通过防止摩擦电效应来限制电荷积聚的材料。人体有天然的电源通过人体，触碰ESD可导致严重的材料损坏。